# Good Vibrations
Pour les articles homonymes, voir Good Vibrations (homonymie).
Singles de The Beach Boys
Wouldn't It Be Nice
(1966) Then I Kissed Her
(1967)
Good Vibrations est une chanson des Beach Boys publiée en format 45 tours en 1966. L'année suivante, elle est parue sur l'album Smiley Smile.

## Historique
Pour ce titre, dont l'enregistrement a nécessité 22 sessions réparties dans quatre studios différents et s'est étalé sur plusieurs mois (de février à octobre 1966), Brian Wilson procède à un montage astucieux en assemblant différentes parties instrumentales (il a utilisé le même procédé pour Heroes and Villains et pour la suite, Rio Grande, sur son premier album solo en 1988). Cette complexité (qui lui a fait dire qu'il s'agissait d'une « petite symphonie de poche ») s'appuie néanmoins sur un rythme immédiatement accrocheur qui captive l'auditeur, même s'il ne perçoit pas d'emblée toute la richesse de l’œuvre. À cela s'ajoutent des harmonies vocales enregistrées par les Beach Boys et l'utilisation du Tannerin (sorte de thérémine, inventé par Paul Tanner), dans la dernière partie (instrument que Brian Wilson avait déjà ajouté à l'enregistrement de I Just Wasn't Made for These Times (en) pour l'album Pet Sounds).
Good Vibrations est alors le single ayant le coût de production le plus élevé de l'histoire de la musique enregistrée, avec un montant estimé à plus de 50 000 dollars.
Cette chanson est classée 6e meilleure chanson de tous les temps, selon le magazine américain Rolling Stone, et 4e meilleure chanson de tous les temps, selon le site Acclaimed Music. Elle a reçu un Grammy Hall of Fame Award en 1994. Elle est également sélectionnée par le Rock and Roll Hall of Fame, en 1995, comme l'une des « 500 chansons qui ont façonné le rock 'n' roll ».

## Versions
Il existe plusieurs versions de cette chanson :
- La première, réalisée avec les Beach Boys sur des paroles de Mike Love remplaçant celles de Tony Asher, achevée au cours des dernières sessions entre septembre et octobre 1966, se trouve sur le single sorti en 1966 et sur l'album Smiley Smile (1967).
- Une version se trouve en bonus sur le « twofer » Smiley Smile / Wild Honey (2001).
- Brian Wilson a réenregistré la chanson pour son album Smile sorti en 2004.
- En 2011, un CD entier du coffret The Smile Sessions est consacré aux multiples sessions de ce titre.

## Certifications
| Pays              | Certification | Unités certifiées |
| ----------------- | ------------- | ----------------- |
| États-Unis (RIAA) | Platine       | 1 000 000         |
| Royaume-Uni (BPI) | Platine       | 600 000           |

## Reprises
Good Vibrations a été reprise par Charlie McCoy, Kenny Rogers, The Chambers Brothers, The Troggs, Todd Rundgren, Nina Hagen, Psychic TV, le groupe rock québécois Aut'chose, etc. Un extrait figure dans la chanson Rockollection 008 de Laurent Voulzy.

## Postérité
L'émission radiophonique Good Vibrations présentée par Félicien Bogaerts et diffusée sur la chaîne de service public belge Classic 21 tirait son nom de cette chanson.